# Pseudogaurax rufus
Pseudogaurax rufus är en tvåvingeart som först beskrevs av Oswald Duda 1930.  Pseudogaurax rufus ingår i släktet Pseudogaurax och familjen fritflugor. Inga underarter finns listade i Catalogue of Life.